# Pontus Holmberg
Pontus Holmberg (Västerås, Suecia, 9 de marzo de 1999) es un jugador profesional sueco de hockey sobre hielo que se desempeña en la posición de extremo derecho en Toronto Maple Leafs, equipo de la National Hockey League (NHL).

## Carrera
Fue seleccionado en la sexta ronda en la NHL Entry Draft de 2018. En 2022 hizo su debut profesional con el equipo Toronto Maple Leafs, donde lleva jugando dos temporadas.